# Felsőpataki Bosnyák család

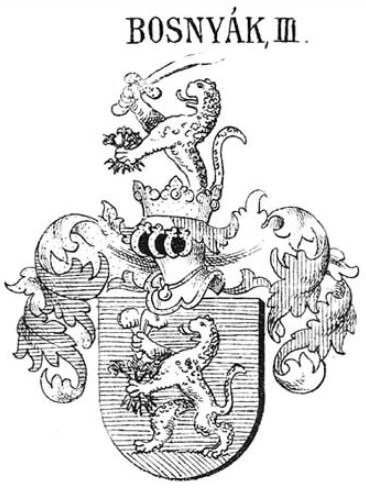
A felsőpataki Bosnyák család címere (rajz)

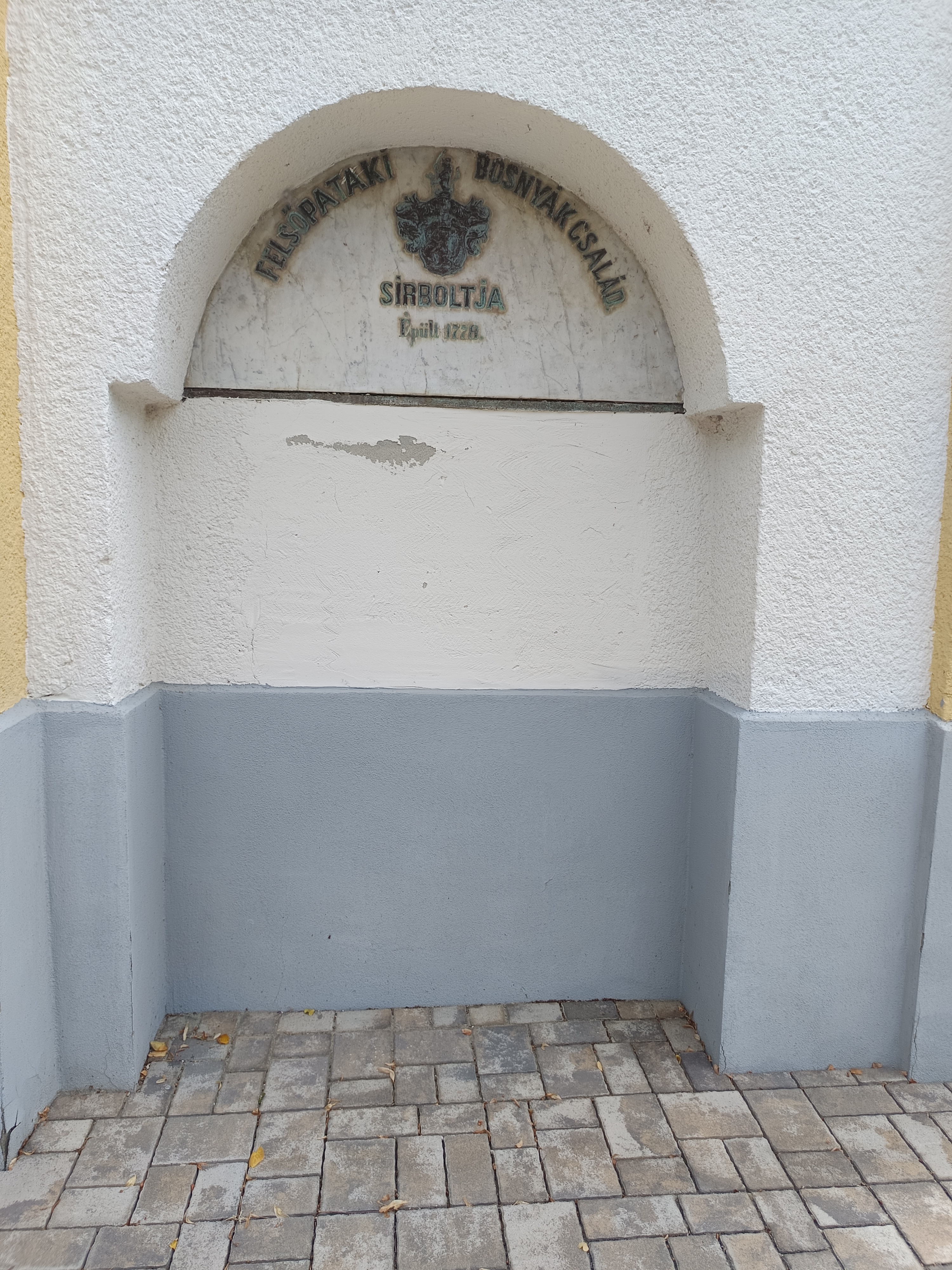
A felsőpataki Bosnyák család sírboltja az Ordacsehihez tartozó Balatoncsehi Szent Vendel-templomában

A felsőpataki Bosnyák család egy régi római katolikus Somogy vármegyei nemesi család.

## A család története
1631 május 18.-án Bosniak Jónás, felesége Lichtberger Zsuzsa, és gyermekei Jeremiás, János és Gábor nemeslevelet szereztek II. Ferdinánd magyar királytól, amelyet Hont vármegyében hirdettek ki. Közel 100 évvel később, 1737 körül, idősebb felsőpataki Bosnyák Márton (1703-1770) és testvére János, felsőpataki Bosnyák István és Babics Dorottya (1685-1757) fiai, tűntek fel Somogy vármegyében. Idősebb Bosnyák Márton felesége, a tekintélyes köznemesi niczki Niczky családból való, niczki Niczky Judit (1718-1797) lett. Bosnyák Márton 1760 körül Csehi, Túr, Magyaród stb. helységekben lett földbirtokos. Tíz gyermekük közül három fiuk: Józsefben, Jánosban és Mártonban, folytatódott a férfiág. József, ifj. Márton bátyja, Bács vármegyébe ment át, egyetlen fia, felsőpataki Bosnyák Károly, Arad vármegyébe. Jánosnak, József és Márton testvérének miskei és monostori Thassy Máriával való gyermekeiben magva szakadt.
Festetics Kristóf (1696-1768), a nagynevű szentgyörgyvölgyi báró Bakách család szétterjedt leányági utódaitól potom pénzen megszerezte a javai jogaikat. Bosnyák Mártonné Niczky Judit apai nagyanyja niczki Niczky Lászlóné báró Bakách Julianna volt. Bosnyák Mártonné eleinte nem érdeklődött arról, hogy valójában igen jelentős birtokállományról volt szó és ősei után való jogait eladta csekély pénzért Festetics Kristófnak. Amikor felvilágosodott, még kellő időben protestált a káptalannál és sikerült fenntartania saját és családja jogát a birtokokra. A Mária Terézia magyar királynő úrbérrendezési korában, Bosnyák Mártonné három úrbéri birtokkal rendelkezett Somogy vármegyében: a balatoncsehi, a pataloni és a túri, amely összesen 407 úrbéri holdat alkotott. Ugyanakkor 24 jobbágya, 5 zsellére és egy házatlan embere volt. Idősebb Bosnyák Mártonné Niczky Judit Balatonzamárdin, temették el. A római katolikus templom belsejében található a vörös márvány klasszicista sírköve.
Ifjabb felsőpataki Bosnyák Márton (1760-1813), első feleségétől, Bolla Borbálától, született Szalay Jánosné felsőpataki Bosnyák Anna; szászbereki Váczy Antalné felsőpataki Bosnyák Julianna (1783-?); és felsőpataki Bosnyák Mária (1793-?), aki izkászi Árvay Lajos (1795-1844) felesége. A második nejétől, Szentgyörgyvölgyi Juliánnától született fia, felsőpataki Bosnyák Lajos (1811-1873), hites ügyvéd, táblabíró, a gróf Jankovich család somogyi uradalom jószágigazgatója volt. Az ő feleségétől, Pelikán Karolin (†1894) asszonytől, több gyermeke született Szőllősgyörkön Somogy vármegyében: felsőpataki Bosnyák Mária (1847-1886), granasztói Rihmer Kálmán (1834-1912), okleveles gazda, felesége; felsőpataki Bosnyák Ferenc (1836-1879); felsőpataki Bosnyák László (1839-1933), árvaszéki elnök; felsőpataki Bosnyák Károly; felsőpataki Bosnyák Terézia; felsőpataki Bosnyák Sarolta; felsőpataki Bosnyák Lajos (1851-1879); Szalay Bertalanné felsőpataki Bosnyák Anna (1852-1885); dr. Spergely Imréné felsőpataki Bosnyák Terézia; és felsőpataki Bosnyák Gusztáv (1837-1886), akinek a neje, szalai Szalay Jozefa (1839-1919) volt.
Bosnyák Gusztáv és Szalay Jozefa házasságából két fiúgyermek született: felsőpataki Bosnyák Zoltán (1861-1948), jogász, író, akinek a felesége lókodi Sándor Erzsi (1885– 1962), magyar opera-énekesnő, az első magyar cs. és kir. kamaraénekesnő; és felsőpataki Bosnyák Géza (1863-1935), országgyűlési képviselő, Zala vármegye főispánja, aki 1893-ban vette el saárdi Somssich Jolán (1874-1949) kisasszonyt, saárdi Somssich Andor (1844-1927), országgyűlési képviselő, és nagyjeszeni Jeszenszky Zsuzsanna (1852-1891) lányát. Bosnyák Géza fontos szerepet vállalt a vármegye politikai életében a 20. század elején. A helyi Függetlenségi és 48-as (Justh) Párt alapító tagja és majd első elnöke volt. Ugyanakkor a Csány László 1848-as vértanú szobor állítása ügyében hozzájárult a pénzgyűjtésben, és egyben a szoborbizottság elnöke is volt. A vármegye válságos helyzetében, 1917. július 7.-én, lett a vármegye főispánja, majd egészen 1918. december 13.-áig töltötte be ezt a hivatalt, amikor Zala vármegye Törvényhatósági Bizottságának ezen a napon megtartott közgyűlésén jelentették be távozását. Bosnyák Géza és Somssich Jolán házasságából származott: vitéz felsőpataki Bosnyák Andor (1896-1942), Zala vármegye törvényhatósági bizottsági tagja, huszárszázados.
Bosnyák Andor első felesége, pálfiszegi Pálffy Ilona (1909-1943), pálfiszegi Pálffy László (1872-1946), pacsai főszolgabíró, és véssei Véssey Ilona (1882-1956) lánya volt; a második neje Mészáros Klára lett. Bosnyák Andornak az első feleségétől, két lány született: felsőpataki Bosnyák Zsófia (1921-1975), akinek a férje, dr. Sebestyén József (1911-1973); és felsőpataki Bosnyák Klára, aki férjhez ment Briglevics Istvánhoz, Briglevics Károly (1878-1957), Zala vármegye kormánybiztos főispánjának a fiához. Andor lányaiban kihalt a felsőpataki Bosnyák családnak ez az ága.

## A család címere leírása
A családnak 1631 május 18.-án adományozott címer leírása: kék pajzsban zöld mezőn jobblábával két tollat, baljával három nyíló liliomot tartó jobbra fordult párduc. Sisakdísz: "a koronából kinövő, jobbjával egyenes tőrt, baljában három liliomot tartó jobbra fordult párduc. Takaró: kék-arany, vörös-ezüst.

## A család kiemelkedőbb tagjai
- felsőpataki Bosnyák Lajos (1811-1873), hites ügyvéd, táblabíró, a gróf Jankovich család somogyi uradalom jószágigazgatója.
- felsőpataki Bosnyák Zoltán (1861–1948), jogász, drámaíró, belügyi államtitkár.[21]
- felsőpataki Bosnyák Géza (1863-1935), országgyűlési képviselő, Zala vármegye főispánja.
- vitéz felsőpataki Bosnyák Andor (1896-1942), Zala vármegye törvényhatósági bizottsági tagja, huszárszázados.